# Romagnese
Romagnese är en ort och kommun i provinsen Pavia i regionen Lombardiet i Italien. Kommunen hade 669 invånare (2018).